# Mokisos
Mokisos (auch Mokissos oder Mokessos) war eine frühbyzantinische Stadt im Südwesten von Kappadokien in Kleinasien, die wahrscheinlich mit Viranşehir (türkisch = Ruinenstadt) ca. 35 km südlich vom modernen Aksaray identisch ist.

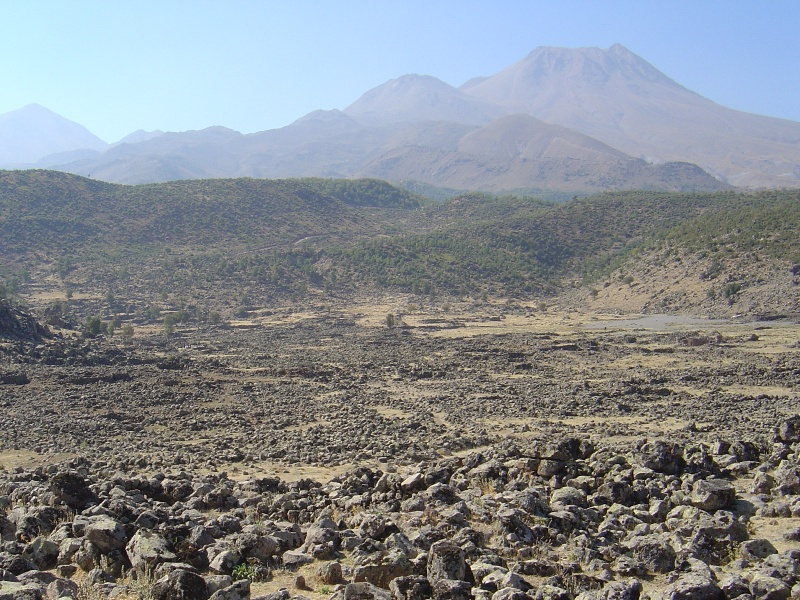
Blick über das Tal von Mokisos auf den Hasan Dağı

## Gründung und Blütezeit
Nach dem Bericht der Historikers Prokopios (De aedificiis V 4, 15-18) war Mokisos der Name einer alten, verfallenen Festung in einer Ebene, die in der Zeit des Kaisers Justinian I. (527-565) an einem sicheren Ort in den nahen Bergen wieder aufgebaut und zu einer Stadt erweitert wurde. Die neue Stadt wurde mit einer starken Mauer, Kirchen, Gasthäusern und öffentlichen Bädern ausgestattet und in den Rang einer Metropole (Sitz eines Metropoliten) erhoben. Da Mokisos als Stadt schon unter Anastasios I. (491-518) erwähnt wird, könnte die Neugründung tatsächlich in dessen Zeit stattgefunden haben, vielleicht als Reaktion auf einen Angriff der Sabiren auf Kleinasien im Jahr 515. 527/28 erscheint Mokisos im Synekdemos des Hierokles, einer Liste der Städte im Römischen Reich. 
Die Erhebung in den Rang einer Metropole kann um 535 datiert werden. Mokisos wurde damals die Hauptstadt der neuen Kirchenprovinz Kappadokien III, die aus Teilen der alten (politischen) Provinz Kappadokien II geschaffen wurde, und erhielt eine Reihe wichtiger Bischofssitze, darunter Nazianzos (modern Nenezi) und Koloneia (Aksaray). Auf der politischen Ebene wurde Kappadokien II aber nicht geteilt, so dass Mokisos nur zu einem kirchlichen Verwaltungszentrum wurde. Metropoliten von Mokisos waren auf den Konzilen und Synoden von 536, 553 und 692 in Konstantinopel anwesend, in deren Dokumenten die Stadt auch Iustinianupolis (= Stadt Justinians) genannt wird.

## Mokisos als Ruinenstadt
Nach dem 6. Jahrhundert erscheint Mokisos nur noch in Bischofslisten und dem De thematibus des Konstantinos VII. Porphyrogennetos (944-959), das aber teils auf älteren, nicht aktualisierten Quellen basiert. Wahrscheinlich wurde die Stadt schon im 7. Jahrhundert von den Arabern zerstört, und der Metropolit residierte später inmitten der Ruinen oder in einem nahegelegenen Kloster. 
Nach der türkischen Eroberung Kleinasiens seit 1071 flohen viele Bischöfe nach Konstantinopel, wo die Anwesenheit eines Metropoliten von Mokisos um 1170 und 1265 bezeugt ist. Der letzte bekannte Metropolit, Ioannikios, wurde 1370 ernannt.
Die Lage von Mokisos war lange umstritten. Die Ruinenstadt Viranşehir bei Aksaray wurde durch ihren ersten europäischen Besucher William Hamilton 1842 mit Nazianzos, später durch  J.G.C. Anderson mit einer bei Strabon erwähnten Festung namens Nora oder Neroassos identifiziert, während Mokisos beim heutigen Kırşehir gesucht wurde. Zuletzt schlug Ernst Honigmann 1939 in seiner Edition des Hierokles vor, Mokisos mit Viranşehir bei Aksaray gleichzusetzen. Da am Ort aber keine Inschriften erhalten sind, kann ein endgültiger Beweis nicht geführt werden.
Die Ruinenstadt mit einer Fläche von etwa 50 ha liegt auf um 1500 m Höhe in einem alten Nebenkrater des erloschenen Vulkans Hasan Dağı, so dass sie von der Ebene aus mit Ausnahme der stark befestigten Akropolis und einer Kirche fast unsichtbar ist.

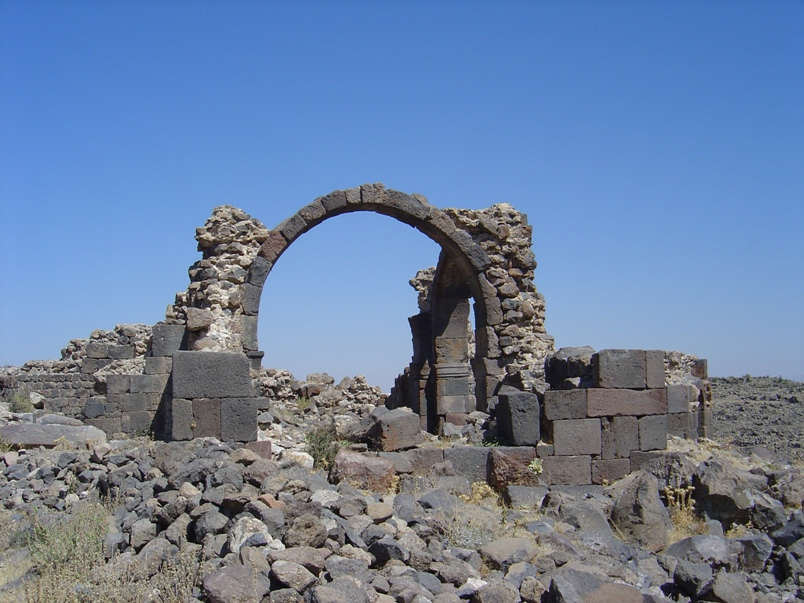
Mokisos, Ruine der sog. Kemerli Kilise, einer kreuzförmigen Kuppelkirche

Anders als Prokopios berichtet, gibt es keine Stadtmauer, und außer einer großen Zahl von einfachen, aus unbehauenen Felsbrocken gebauten Privathäusern sind an öffentlichen Gebäuden nur Kirchen erhalten, die sich in das 6. und frühe 7. Jahrhundert datieren lassen. Sie sind aus Quadern vom lokalen dunklen Stein errichtet und weisen die typischen Formen der kleinasiatischen Architektur ihrer Zeit auf, wie etwa Hufeisenbögen. Die Stadt überbaut eine römische Nekropole, von der eine Reihe von Tumulusgräbern zwischen den Häusern erhalten ist. Abgesehen von einer nicht näher datierbaren Reparatur an einer Kirche gibt es keine Anzeichen für eine Bautätigkeit nach dem frühen 7. Jahrhundert, und mehrere Kirchen und Klöster in der Umgebung wurden im 10.–11. Jahrhundert wohl mit Steinquadern aus Mokisos errichtet. 